# VfL Braunsberg
Der VfL Braunsberg war ein kurzlebiger Sportverein im Deutschen Reich mit Sitz in der heute polnischen Stadt Braniewo.

## Geschichte
Zur Saison 1943/44 stieg der VfL in die 1. Klasse Ostpreußen auf. Am Ende dieser Saison in der Kreisgruppe A Königsberg, konnte die Mannschaft die Staffel A mit 4:4 Punkten auf dem zweiten Rang abschließen. In der Saison 1944/45 wurden alle Vereine, die noch am Spielbetrieb teilnehmen konnten, in die Gauliga Ostpreußen eingeteilt. Nach zwei Spieltagen war für die Mannschaft aufgrund des Fortschreitens des Zweiten Weltkriegs aber der Spielbetrieb schon wieder zu Ende. Zu diesem Zeitpunkt stand die Mannschaft mit 0:4 Punkten auf dem achten und damit letzten Platz. Nach der Annektierung von Ostpreußen durch die Sowjetunion wurde der Verein zwangsweise aufgelöst.